# کامیلا آلوز

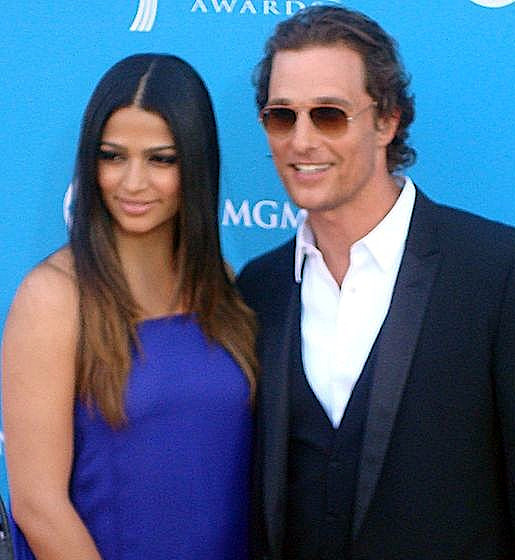
آلوز به همراه همسرش، مک‌کانهی

کامیلا آلوز (متولد: ۲۸ ژانویه ۱۹۸۲) طراح و مانکن برزیلی است.

## کودکی
وی در کشور برزیل پرورش یافته و مادرش نیز همانند خودش، هنرمند و طراح بود، در حالی که پدرش کشاورزی می‌کرد. آلوز در سن ۱۵ سالگی برای دیدار به یکی از اقوامش به لس‌آنجلس رفت ولی هیچ‌وقت دیگر به برزیل بازنگشت. به مدت ۴ سال به عنوان خدمتکار منازل و پیشخدمت کار می‌کرد و در نهایت بعد از یادگیری زبان انگلیسی تصمیم می‌گیرد در آمریکا به عنوان وطنش زندگی کند. در سن ۱۹ سالگی به شهر نیویورک می‌رود تا به دنبال رشته مورد علاقه‌اش، مانکنی برود.

## زندگی شخصی
آلوز با بازیگر آمریکایی، متیو مک‌کانهی ازدواج کرده‌است و صاحب سه فرزند است.

## پیوند
- کامیلا آلوز در بانک اطلاعات اینترنتی فیلم‌ها